# Державна премія України в галузі архітектури
Держа́вна пре́мія Украї́ни в га́лузі архітекту́ри — державна нагорода України, встановлена для відзначення за створення видатних житлово-цивільних та промислових архітектурних комплексів, будівель і споруд, роботи в галузі містобудування, ландшафтної архітектури, упорядження міст і селищ, реставрації пам'яток архітектури і містобудування, наукові праці з теорії та історії архітектури, що мають важливе значення для подальшого розвитку вітчизняної архітектури і містобудування та здобули широке громадське визнання.

## Історія нагороди
- 20 травня 1961 року — засновано Республіканську премію імені Т. Г. Шевченка. Спочатку нею відзначали видатних митців за високоідейні й високохудожні твори та роботи у галузі літератури, образотворчого мистецтва, музики, театрального мистецтва та кінематографії.
- 23 квітня 1969 року — змінено назву премії — Державна премія Української РСР імені Тараса Шевченка.
- 9 березня 1971 рік — вперше присуджено Державну премію Української РСР імені Т. Г. Шевченка в галузі архітектури. Архітекторів Петра Жилицького і Євгенію Маринченко було відзначено за створення проєкту Палацу культури «Україна» в м. Києві[1].
- 12 квітня 1988 року — засновано Державну премію Української РСР по архітектурі[2].
- 30 грудня 1991 року — у зв'язку з набуттям Незалежності змінено назву премії — Державна премія України по архітектурі[3].
- 31 жовтня 1996 року — змінено назву премії — Державна премія України в галузі архітектури; при Президентові України утворено Комітет із Державної премії України в галузі архітектури; затверджено персональний склад Комітету, Положення про Комітет, Положення про Державну премію України в галузі архітектури, описи Диплома та Почесного знака лауреата премії[4].
- 16 березня 2000 року — прийнято Закон України «Про державні нагороди України»[5], яким була встановлена державна нагорода України — Державна премія України в галузі архітектури. Дія закону також поширюється на правовідносини, пов'язані з нагородженням осіб, раніше нагороджених Державними преміями Української РСР.
- 2 листопада 2004 року — внесено зміни в Положення про Державну премію України в галузі архітектури та опис Диплома; затверджено новий опис нагрудного знака до Державної премії України в галузі архітектури[6].

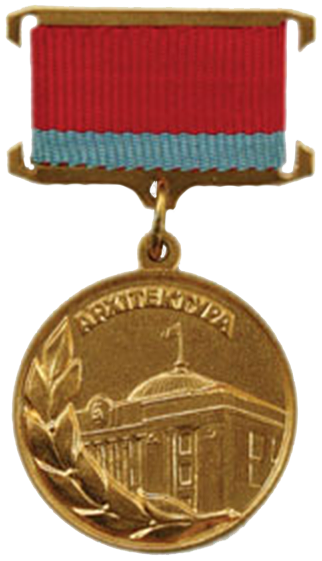
Нагрудний знак лауреата премії, варіант 1988 року
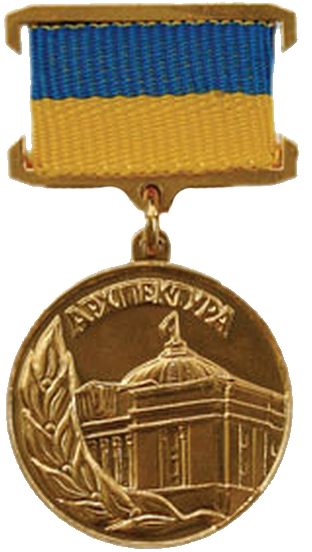
Нагрудний знак лауреата премії, варіант 1991 року

## Положення про премію
- На здобуття Державної премії можуть висуватися твори, завершені (здані в експлуатацію або опубліковані) не менш як за рік до строку висунення.
- Щорічно присуджують п'ять Державних премій. Розмір Державної премії визначає щороку Президент України.
- Колектив претендентів, який висувається на здобуття Державної премії, не може перевищувати 8 осіб. До його складу, крім архітекторів, можуть бути включені інженери, художники чи інші фахівці, чий творчий внесок був найбільшим.
- До колективу претендентів, який висувається на здобуття Державної премії, можуть бути включені громадяни іноземних держав, а також особи без громадянства.
- Не допускається включення до колективу претендентів осіб, які: виконували адміністративні, консультаційні чи організаторські функції за посадою; удостоєні за цю роботу державної нагороди; включені у поточному році до складу колективу претендентів за іншу роботу, висунуту на здобуття Державної премії.
- За нові визначні досягнення лауреатам Державної премії може бути повторно присуджена Державна премія, але не раніше, ніж через п'ять років після попередньої.
- Як виняток, державну премію можна присуджувати посмертно.
- Твори, висунуті на здобуття Державної премії, приймає Комітет із Державної премії України в галузі архітектури щорічно до 1 листопада.
- Рішення про присудження Державної премії приймають члени Комітету таємним голосуванням і набирає чинності після його затвердження Президентом України. Указ Президента України про присудження Державної премії публікується в газетах «Голос України», «Урядовий кур'єр» та інших друкованих засобах масової інформації до Дня архітектури України — 1 липня.
- Особа, удостоєна Державної премії, є лауреатом Державної премії України в галузі архітектури.
- Лауреату в урочистій обстановці вручаються Диплом лауреата Державної премії України в галузі архітектури, нагрудний знак до Державної премії України в галузі архітектури та мініатюра нагрудного знака.
- Грошова частина Державної премії колективу лауреатів ділиться між ними порівну.

## Опис нагрудного знака премії
Нагрудний знак до Державної премії України в галузі архітектури виготовляється з позолоченого томпаку і має форму круглої медалі діаметром 32 мм.
На лицьовому боці у центральній частині медалі у крузі зображено фрагмент капітелі колони і лаврову гілку, над якими по колу напис «Державна премія України в галузі архітектури». Медаль обрамлено бортиком. На зворотному боці нагрудного знака у верхній частині вміщено зображення малого Державного Герба України, у нижній — викарбувано порядковий номер знака. Диплом і нагрудний знак до Державної премії України в галузі архітектури мають один номер.
За допомогою кільця з вушком медаль з'єднується з фігурною колодкою, обтягнутою шовковою муаровою стрічкою з двома рівновеликими горизонтальними смужками синього та жовтого кольорів. Висота колодки — 23 мм, ширина — 28 мм. Розмір стрічки — 13×22 мм. На зворотному боці колодки є застібка для прикріплення нагрудного знака до одягу.
Мініатюра нагрудного знака до Державної премії України в галузі архітектури виготовляється з позолоченого томпаку і являє собою зменшене зображення фрагмента капітелі колони з лавровою гілкою. Розмір мініатюри: 15×15 мм.
Нагрудний знак до Державної премії України в галузі архітектури або мініатюру нагрудного знака носять з правого боку грудей.

## Лауреати премії
| Рік  | Лауреати | Підстава нагородження |  |
| ---- | --- | --- |  |
| 1988 | Попиченко Леонід Павлович, Альощенко Віталій Петрович, Мартинюк Володимир Іванович, Будзик Григорій Петрович — архітектори; Василенко Олександр Андрійович — виконавець реставраційних робіт | за комплексну реконструкцію вулиці Радянської і створення пішохідної зони у м. Івано-Франківську |  |
| 1988 | Лиховодов Володимир Іванович, Сидоренко Віктор Дмитрович, Довгалюк Віктор Іванович, Думчик Олександр Авер'янович, Зиков Олександр Сергійович, Крючков Олександр Якович — архітектори; Вовк Лариса Гнатівна, Назаренко Едуард Панасович — інженери-конструктори | за створення архітектурного комплексу Київського політехнічного інституту |  |
| 1989 | Довганюк Ігор Орестович, Зелений Іван Йосипович, Матвіїв Олександр Васильович, Трильовський Максим Олександрович, Федорів Микола Петрович, Шостак Михайло Володимирович — архітектори; Лучків Євген Володимирович — художник; Павлів Степан Васильович — колишній перший секретар Стрийського райкому Компартії України | за архітектуру громадських центрів сіл Довголука, Лисовичі, П'ятничани і Голобутів Стрийського району |  |
| 1990 | Жежерін Борис Петрович, Болюк Петро Михайлович, Булгаков Володимир Федорович, Занько Григорій Дмитрович, Каразіна Роза Гульдубхаївна, Юдін Віталій Леонтійович — архітектори; Адаменко Станіслав Михайлович — художник; Биков Ернест Миколайович — інженер | за реконструкцію Державного академічного театру опери і балету УРСР імені Т. Г. Шевченка |  |
| 1990 | Драль Володимир Федорович (посмертно), Кузьмич Орлянна Іванівна, Пасічник Микола Петрович, Ткачук Олександр Миколайович, Юрчук Омелян Михайлович — архітектори; Данич Алла Яківна — дендролог; Кравчук Олександр Миколайович — інженер | за ландшафтну архітектуру м. Рівне |  |
| 1991 | Лопушинська Євгенія Іванівна — архітектор | за дослідження та реставрацію церкви Іоанна Предтечі в Керчі — пам'ятки архітектури VIII—XIX століть |  |
| 1991 | Амосов Євген Васильович, Солодовник Тетяна Юр'ївна — архітектори; Бобровник Анатолій Юхимович Бобровник Лариса Іванівна, Дрик Борис Давидович — інженери | за архітектуру Палацу піонерів і школярів в Дніпропетровську |  |
| 1991 | Жежерін Вадим Борисович, Жаріков Микола Леонідович — архітектори; Ралко Марія Олександрівна — архітектор-художник; Корінь Григорій Ілліч, Федько Володимир Петрович — художники; Кочегаров Юрій Васильович — інженер | за архітектуру станції Київського метрополітену «Золоті ворота» |  |
| 1992 | Набок Юрій Михайлович, Кліменко Наталія Леонідівна, Якубовські Нікандр Адамович (Польща) — архітектори; Трофіменко Юрій Миколайович, Плахчевські Євген Янович (Польща) — інженери | за архітектуру готельного комплексу «Інтурист» на 735 місць в м. Києві по вул. Госпітальній |  |
| 1992 | Виноградова Іраїда Вікторівна, Другак Олександр Григорович, Яковенко Олександр Геннадійович — архітектори; Підгорний Ігор Львович — керівник будівництва | за архітектуру музею А. С. Макаренка Курязької ВТК в селищі Подвірки Харківської області |  |
| 1992 | Капак Микола Миколайович, Мицай Віктор Андрійович, Павлюк Іван Михайлович, Чулуп Микола Михайлович — архітектори; Вишиванюк Михайло Васильович — керівник будівництва, голова колгоспу; Чоланюк Тарас Григорович — інженер-будівельник | за архітектуру громадсько-торговельного центру села Турка Коломийського району Івано-Франківської області |  |
| 1993 | Гупало Роман-Енріке Миколайович, Ступнікова Віра Михайлівна, Ясудович Олена Дмитрівна — архітектори; Вислоух Володимир Тимофійович, Міїн Володимир Миколайович, Шухман Рахіль Львівна — інженери | за реконструкцію Театру юного глядача в місті Києві |  |
| 1993 | Грищенко Олександр Павлович — архітектор; Скоп Орест Андрійович — архітектор-художник; Герасимов Віктор Дмитрович, Єрьомін Анатолій Дмитрович — інженери; Козир Ярослав Михайлович, Кушнір Володимир Миколайович, Уєчко Теодор Дмитрович — будівельники; Грицак Лев Ярославович — головний лікар санаторію | за архітектуру санаторію «Карпати» на 500 місць у місті Трускавці Львівської області |  |
| 1993 | Давиденко Тамара Олександрівна, Зеленський Олександр Вячеславович, Іванчук Микола Петрович, Онищенко Василь Михайлович, Присяжнюк Василь Федорович, Романенко Борис Кузьмич, Тарасюк Петро Андрійович — архітектори; Білоус Микола Адамович — інженер-будівельник | за реконструкцію Старого бульвару в місті Житомирі |  |
| 1994 | Супрун Анатолій Іванович, Чайкіна Євгенія Миколаївна — архітектори; Карась Ігор Йосипович — інженер; Сивий Микола Юрійович — головний лікар санаторію | за архітектуру санаторію «Червона калина» на 250 місць у селі Жобрин Рівненської області |  |
| 1994 | Білоконь Юрій Миколайович — архітектор; Нудельман Володимир Ілліч, Акімова Любов Антонівна, Мазуревич Олександр Олександрович — економіко-географи; Донець Анатолій Костянтинович (посмертно), Ліштаєва Ніна Федорівна, Мішук Олег Анатолійович, Шаповалов Едуард Володимирович — інженери | за зведену схему районного планування України |  |
| 1994 | Матвіїв Олександр Васильович | за архітектуру індивідуальних житлових садибних та дачних будинків у Львівській області |  |
| 1995 | Кіндзельський Богдан Ярославович, Дубик Юрій Ярославович, Скрентович Ярослав Юрійович, Юрченко Сергій Борисович — архітектори | за реставрацію сакральної архітектури XIV—XIX століть по Тернопільській області |  |
| 1995 | Шпара Ігор Петрович, Віг Янош Яношевич, Духовичний Георгій Самуїлович, Носенко Олександр Борисович, Тамаров Олександр Сергійович, Кліщук Олександр Лукич — архітектори; Онуфрієнко Іван Іванович — інженер-конструктор; Нечваль Анатолій Михайлович — керівник будівельного управління | за архітектуру комплексу споруд інститутів міжнародних відносин і журналістики Київського національного університету імені Тараса Шевченка та гуртожитку готельного типу Української Академії державного управління при Президентові України на вул. Юрія Іллєнка, 36 у місті Києві |  |
| 1995 | Шмуклер Валерій Самуїлович — інженер, керівник розробки; Брусніков Юрій Миколайович, Гусаков Володимир Миколайович, Дем'яненко Юрій Павлович, Сердюк Едуард Михайлович — архітектори; Гродзінський Віталій Веніамінонич — інженер-технолог; Бедім Василь Дмитрович — інженер-будівельник | за розробку, дослідження і впровадження нової архітектурно-будівельної системи «РАМПА» для житлово-цивільного будівництва |  |
| 1996 | Калугін Олександр Вікторович — архітектор | за архітектуру адміністративного центру в селі Михайлики Шишацького району Полтавської області |  |
| 1996 | Буряк Володимир Олександрович, Касперт Ігор Миколайович — архітектори; Косинський Адольф Борисович — інженер-конструктор | за архітектуру головного корпусу на 300 ліжок центральної медико-санітарної частини у місті Славутичі |  |
| 1996 | Алінаускене Людмила Леонідівна, Швець Володимир Ярославович — архітектори; Михалина Тимофій Семенович, Польовий Петро Михайлович — реставратори | за реставрацію пам'ятки архітектури XIII століття — храму Івана Хрестителя у місті Львові |  |
| 1997 | Цимбалюк Семен Веніамінович, Баран Богдан Васильович, Храпаль Світлана Олексіївна — архітектори; Римар Ярослав Васильович — інженер | за реставрацію та реконструкцію пам'ятки архітектури XVII—XVIII століть — комплексу монастиря-новіціату св. Миколая чину святого Василія Великого в селі Крехів Жовківського району Львівської області                                                                              |  |
| 1997 | Боровик Федір Ілліч, Косенко Жанна Михайлівна, Дубасов Ігор Миколайович, Вавакін Леонід Васильович (Російська Федерація), Гапріндашвілі Вахтанг Кимотієвич (Грузія), Калінка Зане Гунарівна (Латвійська Республіка), Хачатрян Левом Камсарович (Республіка Вірменія) — архітектори; Білоцеркович Сергій Дмитрович — інженер | за архітектуру міста Славутича Київської області |  |
| 1997 | Дьомін Микола Мефодійович, Андрушенко Микола Пантелеймонович, Бажанова Тетяна Іванівна, Кілессо Сергій Костянтинович — архітектори; Полтавець Василь Іванович — історик-археолог | за виявлення, охорону, реставрацію та відтворення історичного середовища, пов'язаного з життям та діяльністю Богдана Хмельницького в першій гетьманській столиці Чигирині та родовій резиденції Суботові Черкаської області                                                         |  |
| 1998 | Биков Володимир Борисович, Вечерський Віктор Васильович, Грибан Валерій Федорович, Каштанова Таїсія Миколаївна — архітектори; Деркач Микола Андрійович — голова Глухівської міської ради | за реабілітацію історико-архітектурного середовища міста Глухова Сумської області |  |
| 1998 | Жежерін Вадим Борисович — архітектор, керівник авторського колективу; Матієнко Оксана Володимирівна — архітектор; Володимирський Яків Ілліч — інженер | за реконструкцію площі Українських Героїв в місті Києві |  |
| 1998 | Суслов Володимир Миколайович — архітектор; Антонюк Анатолій Корнійович, Кириллов Віктор Миколайович — інженери; Шулевська Валентина Іванівна — директор Хмельницької обласної дирекції акціонерно-комерційного банку соціального розвитку «Укрсоцбанк» | за архітектуру будинку обласної дирекції АКБ «Укрсоцбанк» в місті Хмельницькому |  |
| 1999 | Базюк Олександр Федорович — архітектор, керівник авторського колективу; Белякова Ірина Андріївна, Іванський Володимир Теодозінович (посмертно), Кутна Лідія Василівна, Огоновський Орест Романович, Олійник Іван Михайлович — архітектори; Куликовський Валерій Андрійович — інженер-конструктор | за архітектуру комплексу міжнародного автомобільного пункту пропуску «Краковець — Корчова» (Львівська область) |  |
| 1999 | Вожак Роман Васильович, Валевський Степан Семенович, Петришин Ігор Степанович, Фабрика Юрій Михайлович — архітектори; Семків Петро Васильович, Якубів Ярослав Васильович — інженери-технологи; Михайлів Василь Іванович, Михалків Богдан Олексійович — інженери | за архітектуру бази відпочинку «Карпати» в місті Яремчі Івано-Франківської області |  |
| 1999 | Лівшиць Віктор Ісаакович, Семенов Владлен Трохимович, Усик Валерій Сергійович — архітектори; Бабаєв Володимир Миколайович, Романовський Олександр Георгійович, Трошкін Євген Іванович — інженери-будівельники; Костенко Юрій Трохимович, Любієв Альберт Гнатович — інженери-технологи | за архітектуру навчально-спортивного комплексу Харківського державного політехнічного університету |  |
| 1999 | Дмитревич Юрій Віталійович, Стеценко Микола Андрійович — архітектори; Антонюк Анатолій Євдокимович, Марюхін Володимир Миколайович — інженери-будівельники | за реставрацію і пристосування комплексу Грецького монастиря на Контрактовій площі в місті Києві |  |
| 1999 | Домашова Ніна Семенівна, Павленко Володимир Володимирович, Підгірняк Володимир Петрович — архітектори; Фаль Володимир Петрович — головний лікар лікарні | за архітектуру міської лікарні по вулиці 1-го Травня в місті Чернігові |  |
| 2000 | Єльчиць Наталія Анатоліївна, Іноземцева Світлана Петрівна, Рубцов Євгеній Григорович — архітектори; Шевченко Олег Юрійович, Шевчук Любов Антонівна — інженери-конструктори; Барабані Володимир Іванович (Російська Федерація), Цупкій Борис Якович — інженери-будівельники; Сергієнко Петро Семенович — інженер-будівельник, генеральний директор Культурного центру України в Москві | за реставрацію, реконструкцію та пристосування пам'ятки архітектури в Москві по вулиці Арбат, 9 під Культурний центр України |  |
| 2000 | Варанов Юрій Євгенійович, Скороход Василь Петрович — архітектори; Подстрігіч Тетяна Олександрівна, Стацевич Віталій Гнатович — інженери-конструктори; Даниленко Іван Юхимович, Марнянський Ігор Федорович — інженери-будівельники | за архітектуру поліклініки на 1000 відвідувань за зміну по вулиці Закревського, 81/1 у Ватутінському районі міста Києва |  |
| 2000 | Вадімов Вадим Митрофанович, Карюк Микола Всеволодович, Чорношоков Анатолій Євгенович, Ширай Євген Вікторович, Юхимснко Михайло Васильович — архітектори; Водник Анатолій Миколайович, Петтер Борис Миколайович — інженери; Кукоба Анатолій Тихонович — Полтавський міський голова | за комплексну реконструкцію історичного центру міста Полтави |  |
| 2000 | Фомін Ігор Олександрович, Єжов Валентин Іванович, Слєпцов Олег Семенович — архітектори | за наукові праці з теорії архітектури: «Основи теорії містобудування» та «Архітектурно-конструктивні системи цивільних будівель» |  |
| 2000 | Серьогін Юрій Іванович — архітектор, керівник авторського колективу; Геркен Роман Михайлович, Главко Герман Адольфович — архітектори; Комісаров Микола Іванович, Овадовський Василь Пантелейович — інженери-конструктори; Куровський Іван Іванович — інженер-будівельник; Земляков Валентин Іванович — військовий інженер, начальник служби військової частини А-2601; Шевченко Володимир Васильович — виконроб                                                                                   | за архітектуру житлового комплексу по Бехтерєвському провулку, 14 в місті Києві |  |
| 2001 | Микитин Ярема Васильович, Тимофіїв Лук'ян Федорович, Ходан Михайло Михайлович — архітектори; Романець Василь Федорович — художник; Прусак Мирослав Степанович — інженер з благоустрою; Вишиванюк Михайло Васильович — голова Івано-Франківської обласної державної адміністрації; Корчинський Віктор Олександрович — Коломийський міський голова; Озарук Іван Орестович — бригадир комплексної бригади малярів                                                                                    | за відбудову, реставрацію та комплексний благоустрій міста Коломиї Івано-Франківської області |  |
| 2001 | Антропов Анатолій Олексійович (посмертно), Ніконенко Євген Васильович, Шкодовський Юрій Михайлович — архітектори; Наконечний Юрій Юхимович — інженер-конструктор; Бобко Валерій Олексійович, Іосілевич Юрій Янович — інженери-будівельники; Тацій Василь Якович — ректор Національної юридичної академії України імені Ярослава Мудрого; Сташис Володимир Володимирович — перший проректор Національної юридичної академії України імені Ярослава Мудрого                                         | за архітектуру комплексу будівель Національної юридичної академії України імені Ярослава Мудрого в місті Харкові |  |
| 2001 | Зубченко Валентин Вячеславович, Рибак Володимир Миколайович, Шпара Ігор Петрович — архітектори; Хазрон Лев Вікторович — інженер-конструктор; Сорокін Олександр Миколайович — голова правління відкритого акціонерного товариства «Державний експортно-імпортний банк України» | за архітектуру будинку Державного експортно-імпортного банку України на вулиці Антоновича, 127 у місті Києві |  |
| 2001 | Коломієць Володимир Євпатійович — архітектор, керівник авторського колективу; Маренкова Ганна Миколаївна — інженер-конструктор; Роговий Микола Іванович — заступник директора підприємства «Житлобуд» | за архітектуру житлового будинку на вулиці Кудрявській, 13-19 у місті Києві |  |
| 2001 | Корж Світлана Вадимівна — архітектор; Полив'ян Анатолій Петрович — власник садиби | за архітектурно-планувальне рішення та благоустрій позаміської садиби біля міста Конотопа Сумської області |  |
| 2002 | Баранько Вячеслав Григорович, Верговський Сергій Володимирович, Прибєга Леонід Володимирович, Романов Валерій Олександрович, Сікорський Володимир Олександрович, Стамов Василь Миколайович, Ходаківський Микола Степанович — архітектори; Смолінський Станіслав Петрович — мистецтвознавець | за проєктування і будівництво Державного музею народної архітектури та побуту України в місті Києві |  |
| 2002 | Мойсеєнко Зоя Василівна, Чепелик Віктор Васильович (посмертно) — архітектори; Тимофієнко Володимир Іванович — мистецтвознавець | за фундаментальні дослідження в галузі історії архітектури України XVIII — початку XX століть |  |
| 2002 | Марченко Віктор Степанович — архітектор; Наумов Олег Борисович — інженер-конструктор | за архітектуру житлового комплексу на 29 квартир на вулиці Повстанській у місті Львові |  |
| 2002 | Андрусишин Зіновій Миронович, Кос Орест Тимофійович, Микуляк Олександр Васильович, Соколовський Зенон Богданович — архітектори; Ониськів Богдан Зіновійович — перший заступник Івано-Франківського міського голови; Якимович Микола Дмитрович — виконавець робіт | за регенерацію центральної історичної частини міста Івано-Франківська |  |
| 2002 | Коваленко Ірина Миколаївна — архітектор; Головська Галина Іванівна, Гук Олексій Антонович — інженери-конструктори; Кардані Марко Вікторович — начальник спеціального будівельного управління № 1; Суркіс Ігор Рахмільович — перший віце-президент футбольного клубу «Динамо-Київ» | за архітектуру комплексу навчально-спортивної бази «Футбольного клубу „Динамо“ Київ» на Столичному шосе, 45 у місті Києві |  |
| 2003 | Лукін Артур Львович — архітектор, керівник авторського колективу; Ільїн Сергій Олександрович, Романчиков Віктор Іванович, Савичев Микола Іванович — архітектори; Лук'янченко Олександр Олексійович — інженер-будівельник, Донецький міський голова; Ляшенко Микола Семенович, Матюшенко Валерій Миколайович, Тарабановський Володимир Іванович — інженери-будівельники | за комплексну реконструкцію вулиці Артема в місті Донецьку |  |
| 2003 | Білоконь Юрій Миколайович, Губенко Тетяна Вікторівна — архітектори; Присяжнюк Василь Федорович — архітектор, заступник голови Державного комітету України з будівництва та архітектури; Муха Володимир Григорович, Нудельман Володимир Ілліч, Палеха Юрій Миколайович — географи; Шаповалов Едуард Володимирович — інженер | за розроблення Генеральної схеми планування території України |  |
| 2003 | Авдєєв Ігор Семенович, Ісак Валентин Михайлович, Каляєва Зоя Григорівна, Назаренко Ольга Борисівна — архітектори; Книжко Віктор Георгійович — інженер-будівельник; Сушко Ганна Миколаївна — інженер; Товкач Микола Володимирович — інженер-будівельник, голова Оболонської районної державної адміністрації міста Києва | за реалізацію комплексної програми гуманізації містобудівного середовища житлового району Оболонь в місті Києві |  |
| 2003 | Шковира Андрій Юрійович — архітектор, керівник авторського колективу; Гарсіа Ортега Віктор, Катасонов Леонід Вікторович, Ніколашина Ольга Віталіївна — архітектори | за архітектуру житлового будинку з виставковим залом на Жовтневій площі в місті Дніпропетровську |  |
| 2003 | Монащенко Володимир Олександрович — інженер, керівник авторського колективу; Бабушкін Сергій В'ячеславович, Гоєр Людмила Іванівна, Граужис Олег Олександрович, Юнаков Сергій Федорович — архітектори; Кірпа Георгій Миколайович — інженер, міністр транспорту України, генеральний директор Державної адміністрації залізничного транспорту України; Поляченко Володимир Аврумович — інженер-будівельник, президент холдингової компанії «Київміськбуд»; Павловський Микола Миколайович — інженер | за реконструкцію комплексу станції Київ-Пасажирський Південно-Західної залізниці |  |
| 2004 | Чекмарьов Володимир Гнатович — архітектор, керівник авторського колективу; Желтовський Володимир Васильович, Холоша Анатолій Степанович — архітектори; Ткач Тамара Феодосіївна — економіст-географ; Левітан Яків Борисович, Лисюк Геннадій Григорович — інженери-будівельники; Педоренко Сергій Іванович — інженер; Омельченко Олександр Олександрович — інженер-будівельник | за розроблення Генерального плану міста Києва на період до 2020 року |  |
| 2004 | Вінтер Артур Валерійович, Соченко Віктор Іванович — архітектори; Авраменко Юрій Іванович, Зайцев Арсеній Іванович, Кулинич Петро Михайлович, Місюра Віктор Дмитрович — інженери-будівельники; Остапчук Віктор Миколайович — інженер шляхів сполучення, начальник Південної залізниці; Шестаков Володимир Миколайович — інженер шляхів сполучення, головний інженер Південної залізниці | за комплексну регенерацію історико-архітектурного середовища та ансамблів вокзальних комплексів у місті Харкові та Харківській області |  |
| 2004 | Макаренко Петро Якович, Філіпова Тетяна Володимирівна, Шепітько Ніна Петрівна — архітектори; Сліпченко Наталія Іванівна — мистецтвознавець; Артюх Сергій Іванович, Сірош Віктор Борисович — інженери-будівельники; Орленко Микола Іванович — інженер-будівельник, президент — генеральний директор корпорації «Укрреставрація» | за відтворення Успенського собору Києво-Печерської Лаври |  |
| 2004 | Биков Володимир Борисович, Лукаш Іван Михайлович — архітектори; Король Микола Іванович, Леховицький Ясон Ісаакович (посмертно), Пилипенко Іван Дмитрович — інженери-будівельники; Щербань Володимир Петрович — економіст, голова Сумської обласної державної адміністрації | за архітектуру стадіону «Ювілейний» в місті Сумах |  |
| 2004 | Бліновський Юрій Володимирович, Гуменюк Євген Леонідович, Дуяновіч Кінзі (Республіка Польща), Лаутнер Еміл Ємельянович, Процюк Юрій Антонович — архітектори; Крупка Володимир Теодорович — інженер-будівельник | valign="top" \| за архітектуру загальноосвітніх шкіл з польською мовою навчання у місті Мостисьці та у селі Стрілецькому Мостиського району Львівської області |  |
| 2005 | Хорхот Георгій Олександрович — архітектор, керівник авторського колективу; Бєлявська Ірина Олегівна, Журавель Валентина Іванівна, Руднєва Ірина Василівна — архітектори; Масін Юрій Маркович — інженер-будівельник | за архітектуру житлового будинку у місті Києві на вулиці Воровського, 36 |  |
| 2005 | Водоп'ян Анатолій Іванович, Заліщук Олег Юрійович, Нетриб'як Михайло Миколайович, Чепіль Данило Васильович — архітектори; Григель Ігор Володимирович, Теслюк Зіновій Михайлович — інженери-будівельники; Семенюк Василь Петрович — єпископ-помічник Тернопільсько-Зборівської єпархії Української греко-католицької церкви | за архітектуру Духовного центру Зарваницької Матері Божої в селі Зарваниця Теребовлянського району Тернопільської області |  |
| 2005 | Біляков Юрій Петрович, Гуменний Олег Пантелімонович, Єгоров Юрій Іванович — архітектори; Харченко Валерій Борисович, Грановський Геннадій Семенович, Роголь ігор Якович — інженери; Косенко Іван Семенович — директор Національного дендропарку «Софіївка» Національної академії наук України; Бодров Юрій Іванович — Уманський міський голова | за розвиток, реставрацію та удосконалення інфраструктури Національного дендрологічного парку «Софіївка» в місті Умані Черкаської області |  |
| 2005 | Базюк Олександр Федорович, Дрібнюк Олександра Романівна, Котла Микола Павлович — архітектори; Крачковський Олег Станіславович — художник-дизайнер; Куликовський Валерій Андрійович — інженер-будівельник; Козявкін Володимир Ілліч — генеральний директор Міжнародної клініки відновного лікування; Козявкіна Наталія Володимирівна, Козявкіна Ольга Володимирівна — заступники генерального директора Міжнародної клініки відновного лікування                                                   | за архітектуру Міжнародної клініки відновного лікування на вулиці Помірецькій, 37 в місті Трускавці Львівської області |  |
| 2005 | Ухань Володимир Миколайович — архітектор, керівник авторського колективу; Кривцов Андрій Володимирович, Майорников Герман Григорович (посмертно), Трегубов Вадим Ігорович — архітектори; Бірченко Микола Вікторович, Півень Юрій Павлович — інженери-будівельники; Єпіфанов Анатолій Олександрович — ректор Української академії банківської справи; Стельмах Володимир Семенович — Голова Національного банку України                                                                            | за архітектуру комплексу будівель Української академії банківської справи в місті Сумах |  |
| 2006 | Шерємєт Таїсія Євгенівна — архітектор, керівник авторського колективу; Гончаров Анатолій Юхимович (посмертно) — архітектор; Тимошенко Дмитро Дмитрович — інженер-будівельник; Константинов Володимир Андрійович — президент товариства з обмеженою відповідальністю фірми «Консоль ЛТД» | за архітектуру навчально-виховного комплексу «Українська школа-гімназія» в місті Сімферополі |  |
| 2006 | Буравченко Сергій Григорович, Єрофалов Борис Леонідович, Лялюк Ігор Миколайович, Олійник Олена Павлівна, Прима Олександр Анатолійович, Пучков Андрій Олександрович, Чижевський Олександр Павлович — архітектори | за аналіз та узагальнення практичних та теоретичних аспектів розвитку архітектури в професійній архітектурній пресі України (1995—2005 роки) |  |
| 2006 | Козлинець Микола Іванович, Мельничук Тетяна Іванівна, Трофімчук Олег Кирилович, Шолудько Микола Володимирович — архітектори; Чернюшко Олександр Васильович — художник; Пасічник Ігор Демидович — ректор Національного університету «Острозька академія» | за реалізацію етапу відродження Національного університету «Острозька академія» в місті Острозі Рівненської області |  |
| 2006 | Рибенчук Микола Миколайович, Чушак Михайло Михайлович, Швець Володимир Ярославович — архітектори; Сіверс Володимир Костянтинович — інженер-будівельник | за реставрацію Святоуспенської Унівської лаври в селі Унів Львівської області |  |
| 2006 | Серьогін Юрій Іванович — архітектор, керівник авторського колективу; Дощенко Анатолій Олександрович, Гудименко Анатолій Олександрович, Юн Анатолій Інокентійович — архітектори; Лебедич Ігор Миколайович — інженер-будівельник; Горбатко Віїлерій Степанович — директор відкритого акціонерного товариства «Одеський припортовий завод» | за архітектуру фізкультурно-спортивного комплексу Одеського припортового заводу в місті Южному Одеської області |  |
| 2007 | Тимофієнко Володимир Іванович — мистецтвознавець, керівник авторського колективу; Вечерський Віктор Васильович, Годованюк Олена Марківна, Кілессо Сергій Костянтинович, Крижицький Сергій Дмитрович, Мойсеєнко Зоя Василівна, Трегубова Тетяна Олександрівна — архітектори; Штолько Валентин Григорович — архітектор-художник | за фундаментальне видання «Історія Української архітектури» |  |
| 2007 | Бабич Юрій Іванович, Рейтерович Юрій Григорович — архітектори; Долгов Євген Борисович — інженер-будівельник; Суслов Іван Миколайович — генеральний директор товариства з обмеженою відповідальністю «АПК „Сквира“» | за архітектуру храмового комплексу з ландшафтним парком у с. Буках Сквирського району Київської області |  |
| 2007 | Дольнік Олександр Теодорович — архітектор, керівник авторського колективу; Пісчаний Сергій Анатолійович, Богманов Валентин Ханнанович — архітектори; Прокуратов Юрій Олександрович — інженер-будівельник; Кагановський Олександр Борисович — президент товариства з обмеженою відповідальністю «Перспектива Інвестмент» | за архітектуру житлового комплексу «Башти» у містобудівному ансамблі «Крутогорний» у м. Дніпропетровську |  |
| 2007 | Могитич Іван Романович (посмертно), Гайда Микола Павлович, Горницька Лідія Орестівна, Накопал Володимир Йосифович, Поліщук Андрій Сергійович — архітектори; Бліхарський Зіновій Ярославович, Стонжця Євген Маріанонич — інженери-будівельники | за реставрацію та пристосування пам'ятки архітектури XIV—XVIII століть житлового будинку № 2 на площі Ринок у м. Львові |  |
| 2007 | Жук Олексій Федорович, Гладков Михайло Федорович, Трегубенко Геннадій Михайлович, Панова Ольга Петрівна — архітектори; Хірний Костянтин Васильович — інженер; Маліченко Сергій Костянтинович — інженер-будівельник; Прищепа Іван Кузьмич — проректор Національної юридичної академії імені Ярослава Мудрого | за архітектуру культурно-просвітнього центру Національної юридичної академії імені Ярослава Мудрого з актовим залом на 1300 місць в м. Харкові по вул. Пушкінській, 88 |  |
| 2008 | Вадатурський Олексій Опанасович — керівник авторського колективу, генеральний директор сільськогосподарського підприємства «НІБУЛОН», Канівець Людмила Сергіївна, Москаленко Віктор Антонович — архітектори, Беседін Сергій Васильович, Біла Раїса Миколаївна, Волкова Галина Володимирівна — інженери-будівельники, Дика Валентина Тимофіївна — майстер зеленого господарства, Звержинська Наталія Анатоліївна — інженер-технолог                                                                | за архітектуру перевантажувального терміналу сільськогосподарського підприємства «НІБУЛОН» у місті Миколаєві |  |
| 2008 | Демидов Віктор Іванович — архітекторові, керівникові авторського колективу, Мільман Михайло Йосипович, Чеботарьова Ірина Петрівна — архітектори, Примаченко Володимир Анатолійович — інженер-будівельник, Єпіфанцева Світлана Володимирівна — історик-мистецтвознавець, віце-президент товариства з обмеженою відповідальністю "Корпорація «Ютміс» | за архітектуру готельного комплексу «Парк Готель» у місті Дніпропетровську |  |
| 2008 | Волик Дмитро Володимирович, Підорван Ігор Григорович, Смірнов Михайло Петрович, Товстик Вячеслав Павлович — архітектори, Пікаш Світлана Владиславівна — ландшафтний архітектор | за реконструкцію набережної в місті Дніпропетровську |  |
| 2008 | Дацишин Євген Васильович — архітектор, керівник авторського колективу, Верхола Юрій Володимирович, Горалевич Юрій Володимирович, Стоцько Ростислав Зіновійович, Хамар Олег Степанович — архітектори, Луців Олексій Павлович, Філь Степан Михайлович — інженери-будівельники, Прах Богдан Павлович — почесний ректор Львівської Духовної Семінарії Святого Духа | за архітектуру Львівської Духовної Семінарії Святого Духа |  |
| 2008 | Гершензон Михайло Шимонович, Добровінський Сергій Ремілович, Маркман Петро Федорович, Хоменко Ілля Петрович — архітектори, Лішанський Євген Юхимович, Черфас Борис Захарович — інженери-будівельники; Вільдман Ігор Лазаревич — голова наглядової ради багатопрофільного підприємства «Солідарність» | за архітектуру центру сімейного дозвілля «Дивосвіт» у місті Києві |  |
| 2009 | Ширяєв Віктор Григорович — архітектор, керівник авторського колективу; Гусаков Володимир Миколайович, Карімов Євген Олександрович, Суходубовський Олег Сергійович — архітектори; Гапоненко Геннадій Валентинович, Петренко Борис Іванович, Сикотюк Борис Омелянович, Файнберг Рафаїл Борисович — інженери-будівельники | за архітектуру офісно-торгового комплексу на вулиці Іллінській, 8 у місті Києві |  |
| 2009 | Тарас Ярослав Миколайович — архітектор | за ілюстрований словник-довідник «Українська сакральна дерев'яна архітектура» |  |
| 2009 | Бєліков Юрій Володимирович, Ісакова Наталія Володимирівна, Юзікова Олена Євгенівна — архітектори; Царенко Раїса Данилівна — інженер-будівельник | за архітектуру житлового комплексу «Білий парус» у місті Одесі |  |
| 2009 | Ільїн Сергій Олександрович, Омельченко Павло Миколайович, Романчиков Сергій Вікторович — архітектори; Наумова Раїса Михайлівна — інженер-будівельник | за архітектуру торговельного центру з адміністративним будинком на вулиці Артема, 130 у місті Донецьку |  |
| 2009 | Тулузов Ігор Георгійович — керівник творчого колективу, генерального директора презентаційно-виставкового центру «Радмир Експохол»; Кірєєв Михайло Маркович, Коваленко Світлана Іванівна, Лебедєв Сергій Анатолійович, Сафонов Олександр Сергійович — архітектори; Кібіткін Лев Володимирович, Морус Ігор Вячеславович — інженери-будівельники; Котленко Федір Іванович — інженер | за архітектуру презентаційно-виставкового центру «Радмир Експохол» у місті Харкові |  |
| 2010 | Задой Ігор Миколайович — архітектор; Арешкович Володимир Федорович — інженер-будівельник | за архітектуру комплексу багатофункціонального призначення «Мост-Сіті центр» у місті Дніпропетровську |  |
| 2010 | Бурда Людмила Григорівна, Дорохіна Олена Валентинівна, Іванченко Юрій Олександрович, Приступа Володимир Іванович, Старикова Наталія Петрівна — архітектори; Попов Борис Володимирович — інженер-будівельник | за реконструкцію та благоустрій набережної та Пушкінського бульвару в місті Ялті |  |
| 2010 | Мещеряков Володимир Миколайович, Мартиненко Анатолій Васильович (посмертно), Худяков Ігор Олександрович — архітектори; Журавський Георгій Іванович, Рудий Олександр Олексійович — художники; Борисов Володимир Григорович, Крючков Леонід Яковлевич, Шишкалов Михайло Дмитрович — інженери-будівельники | за відтворення Одеського кафедрального Спасо-Преображенського собору |  |
| 2010 | Гальченко Володимир Андрійович, Цветков Анатолій Васильович — архітектори; Пан Андрій Опанасович, Петрушенко Вячеслав Іванович, Слюсаренко Юрій Степанович — інженери-будівельники; Чернушенко Антон Васильович — юрист, голова апеляційного суду міста Києва | за архітектуру комплексу споруд апеляційного суду міста Києва |  |
| 2010 | Бідзіл Андрош Яношович, Гришенко Олександр Павлович — архітектори; Дашок Віталій Семенович — інженер-будівельник | за архітектуру санаторно-готельного комплексу «Ріксос-Прикарпаття» в місті Трускавці Львівської області |  |
| 2011 | Жук Радослав Семенович — архітектор, керівник авторського колективу (Канада); Підлісний Зіновій Васильович (посмертно) — архітектор; Владика Святослав Романович — художник сакрального мистецтва; Фредина Орест Володимирович — парох, митрофорний протоієрей | за архітектуру храму Різдва Пресвятої Богородиці в місті Львові |  |
| 2011 | Абуєва Анастасія Андріївна, Іванов Олег Рустамович, Крейзер Ірина Ігорівна, Кублицька Катерина Євгенівна, Скирта Юлія Миколаївна — архітектори; Донченко Віра Кирилівна, Євель Сергій Михайлович, Фурсов Юрій Васильович — інженери-будівельники | за реконструкцію спортивного комплексу «Металіст» у місті Харкові |  |
| 2012 | Дубина Віталій Іванович, Крупа Петро Іванович, Крупа Ігор Петрович — архітектори; Голуб Ірина Дмитрівна — економіст-географ; Фіалковський Сергій Ярославович — інженер | за коригування генерального плану міста Львова |  |
| 2012 | Тимошина Лідія Іванівна, Фесенко Володимир Анатолійович, Фесенко Микола Анатолійович — архітектори; Ромодан Юрій Олексійович, Солодченко Євген Генріхович — інженери-будівельники; Логвінов Олег Миколайович, Ребров Юрій Анатолійович — інженери | за архітектуру виробничого корпусу компанії «КОНТІ» в місті Донецьку |  |
| 2012 | Мержієвська Наталія Юріївна — архітектор, керівник авторського колективу; Антоненко-Туз Юлія Юріївна — архітектор; Сторожук Ольга Віталіївна — художник-конструктор; Борсук Юрій Григорійович, Нотич Олександр Іванович — інженери-будівельники | за реконструкцію та реставрацію готелю «Красная-Бристоль» по вул. Італійській, 15 в місті Одесі |  |
| 2013 | Віммер Альберт (Республіка Австрія), Гайда Назар Дмитрович, Следзь Володимир Вікторович, Столяров Микола Михайлович, Томків Олег Мечиславович — архітектори; Кархут Ігор Іванович, Куба Богдан Васильович, Огороднік Василь Іванович — інженери-будівельники | за створення комплексу стадіону на вул. Стрийській — Кільцевій дорозі у місті Львові |  |
| 2013 | Хромченков Володимир Костянтинович (посмертно), Штербуль Наталія Анатоліївна — архітектори; Биков Ернест Миколайович (посмертно), Волощук Іван Степанович, Пащак Володимир Степанович, Тимкович Василь Юрійович — інженери-будівельники | за реконструкцію та реставрацію будівлі Одеського національного академічного театру опери та балету |  |